# Notoplax rubrostrata
Notoplax rubrostrata är en blötdjursart som först beskrevs av Torr 1912.  Notoplax rubrostrata ingår i släktet Notoplax och familjen Acanthochitonidae. Inga underarter finns listade i Catalogue of Life.